# Olyssa calamitosa
Olyssa calamitosa är en fjärilsart som beskrevs av Walker 1858. Olyssa calamitosa ingår i släktet Olyssa och familjen nattflyn. Inga underarter finns listade i Catalogue of Life.